# Liste des anciens monarques encore vivants
Cet article présente une liste des anciens monarques encore vivants à ce jour. Tandis que la plupart des monarques gardent leur position jusqu'à la fin de leur vie, certains choisissent d'abdiquer en faveur d'un jeune héritier, tandis que d'autres monarques sont détrônés lorsque leurs monarchies sont abolies ou lorsqu'un autre dirigeant prend le pouvoir par la force. Par courtoisie internationale, ces individus gardent généralement l'usage de leurs titres, à l'exception notable des Pays-Bas.

## Anciens monarques d'États souverains encore vivants
| Photo     | Nom                        | Titre                     | Règne                      | Durée                       | Date de naissance | Motif      |
| --------- | -------------------------- | ------------------------- | -------------------------- | --------------------------- | ----------------- | ---------- |
|           | Siméon II                  | roi des Bulgares          | 1943-1946                  | 3 ans et 18 jours           | 16 juin 1937      | abolition  |
|           | Fouad II                   | roi d'Égypte et du Soudan | 1952-1953                  | 10 mois et 23 jours         | 16 janvier 1952   | abolition  |
|           | Jigme Singye Wangchuck     | roi du Bhoutan            | 1972-2006                  | 34 ans, 4 mois et 20 jours  | 11 novembre 1955  | abdication |
|           | Gyanendra                  | roi du Népal              | 1950-1951                  | 2 mois et 2 jours           | 7 juillet 1947    | abolition  |
| 2001-2008 | Gyanendra                  | roi du Népal              | 6 ans, 11 mois et 24 jours |                             | 7 juillet 1947    | abolition  |
|           | Beatrix                    | reine des Pays-Bas        | 1980-2013                  | 33 ans                      | 31 janvier 1938   | abdication |
|           | Albert II                  | roi des Belges            | 1993-2013                  | 19 ans, 11 mois et 12 jours | 6 juin 1934       | abdication |
|           | Hamad ben Khalifa Al Thani | émir du Qatar             | 1995-2013                  | 17 ans, 11 mois et 28 jours | 1er janvier 1952  | abdication |
|           | Juan Carlos Ier            | roi d'Espagne             | 1975-2014                  | 38 ans, 6 mois et 27 jours  | 5 janvier 1938    | abdication |
|           | Akihito                    | empereur du Japon         | 1989-2019                  | 30 ans, 3 mois et 23 jours  | 23 décembre 1933  | abdication |
|           | Margrethe II               | reine de Danemark         | 1972-2024                  | 52 ans                      | 16 avril 1940     | abdication |

En plus de ceux-ci, il y a encore quatre tenants du titre de roi de Malaisie encore vivants (qui ne sont pas indiqués ci-dessus car ils restent les dirigeants de l'un des neuf États malais), ainsi que deux anciens présidents de la République française (Nicolas Sarkozy et François Hollande) qui ont été aussi coprinces d'Andorre.

## Autres anciens monarques territoriaux
| Nom                  | Titre               | Règne     | Date de naissance | Motif      |
| -------------------- | ------------------- | --------- | ----------------- | ---------- |
| Baljit-Singh         | thakur de Tharoch   | 1944-1948 | 24 janvier 1934   | abolition  |
| Ali-Murad Khan II    | mir de Khairpur     | 1947-1955 | 29 juin 1933      | abolition  |
| Ghalib II al-Qu'aiti | sultan de Qu'aiti   | 1966-1967 | 7 janvier 1948    | abolition  |
| Soane Patita Maituku | tuiagaifo d'Alo     | 2002-2008 | 1947 (77-78 ans)  | abdication |
| Visesio Moeliku      | tuisigave de Sigave | 2004-2009 | 20 décembre 1922  | abdication |
| Petelo Vikena        | tuiagaifo d'Alo     | 2008-2010 | 1943 (81-82 ans)  | abdication |
| Kapeliele Faupala    | lavelua d'Uvea      | 2008-2014 | 29 mars 1940      | abdication |